# Always Ascending
Always Ascending es el quinto álbum de estudio de la banda escocesa Franz Ferdinand, que fue lanzado el 9 de febrero de 2018. Es el primer álbum no colaborativo de la banda en poco más de cuatro años, siguiendo Right Thoughts, Right Words, Right Action (2013). También es su primer álbum para presentar a los nuevos miembros del grupo, Dino Bardot y Julian Corrie, que se unieron poco después de la salida de Nick McCarthy. La canción principal fue lanzada como el sencillo principal del álbum el 25 de octubre de 2017.

## Antecedentes y grabación
Tras la publicación de Right Thoughts, Right Words, Right Action, la banda colaboró con la banda Sparks bajo el nombre de FFS. Lanzaron un álbum homónimo en julio de 2015 y recorrieron brevemente. En julio de 2016, se anunció que Nick McCarthy, uno de los miembros fundadores de la banda, se estaba tomando un descanso de la banda para pasar más tiempo con la familia y concentrarse en proyectos paralelos. Se anunció en mayo de 2017 que dos nuevos miembros se habían unido a la banda; Dino Bardot, exguitarrista de la banda escocesa de indie rock 1990s , y productor de música Julian Corrie.
La banda grabó el álbum en RAK Studios en Londres y Motorbass Studios en París. Se utilizaron previamente RAK Studios para grabar FFS a finales de 2014. Always Ascending, fueron trabajaron junto a Philippe Zdar, la mitad de los franceses synthpop dúo de Cassius y frecuente colaborador de Francés indie pop banda de Phoenix, en el álbum.

## Lista de canciones
| Always Ascending |                           |          |  |
| N.º              | Título                    | Duración |  |
| 1.               | «Always Ascending»        | 5:21     |  |
| 2.               | «Lazy Boy»                | 2:59     |  |
| 3.               | «Paper Cages»             | 3:40     |  |
| 4.               | «Finally»                 | 3:09     |  |
| 5.               | «The Academy Award»       | 4:14     |  |
| 6.               | «Lois Lane»               | 3:34     |  |
| 7.               | «Huck and Jim»            | 3:35     |  |
| 8.               | «Glimpse of Love»         | 3:12     |  |
| 9.               | «Feel the Love Go»        | 4:46     |  |
| 10.              | «Slow Don't Kill Me Slow» | 5:18     |  |

## Posicionamiento en lista
| Lista (2018)                         | Posiciones |
| ------------------------------------ | ---------- |
| Australian Albums (ARIA)             | 28         |
| Austria (Ö3 Austria)                 | 16         |
| Escocia (Scottish Albums Chart)      | 3          |
| Bélgica (Ultratop flamenca)          | 21         |
| Bélgica (Ultratop valona)            | 13         |
| Canadá (Billboard Canadian Albums)   | 31         |
| Países Bajos (Album Top 100)         | 19         |
| Francia (SNEP)                       | 14         |
| Alemania (Media Control Charts)      | 13         |
| Irlanda (IRMA)                       | 35         |
| Italia (FIMI)                        | 31         |
| Japón (Oricon)                       | 26         |
| New Zealand Heatseeker Albums (RMNZ) | 2          |
| Portugal (AFP)                       | 14         |
| Spanish Albums (PROMUSICAE)          | 20         |
| Suiza (Schweizer Hitparade)          | 5          |
| Reino Unido (UK Albums Chart)        | 6          |
| Estados Unidos (Billboard 200)       | 59         |